# IC 1637
IC 1637 est une vaste galaxie spirale barrée située dans la constellation du Sculpteur. Sa vitesse par rapport au fond diffus cosmologique est de 5 791 ± 19 km/s, ce qui correspond à une distance de Hubble de 85,4 ± 6,0 Mpc (∼279 millions d'al). Cette galaxie a été découverte par l'astronome américain DeLisle Stewart en 1899.
La classe de luminosité d'IC 1637 est III et elle présente une large raie HI.
À ce jour, neuf mesures non basées sur le décalage vers le rouge (redshift) donnent une distance de 74,511 ± 3,700 Mpc (∼243 millions d'al), ce qui est tout juste à l'extérieur des valeurs de la distance de Hubble. Notons cependant que c'est avec la valeur moyenne des mesures indépendantes, lorsqu'elles existent, que la base de données NASA/IPAC calcule le diamètre d'une galaxie et qu'en conséquence le diamètre d'IC 1637 pourrait être d'environ 54,7 kpc (∼178 000 al) si on utilisait la distance de Hubble pour le calculer.
IC 1637 et NGC 418  forment une paire de galaxies. La distance de Hubble de NGC 418 est de 80,43 ± 5,64 (∼). Étant donné les incertitudes des distances pour ces deux galaxies, il n'est pas impossible qu'elles forment une paire réelle.